# Vilémov (ort i Tjeckien, Ústí nad Labem, lat 50,30, long 13,31)
Vilémov är en ort i Tjeckien.   Den ligger i regionen Ústí nad Labem, i den nordvästra delen av landet, 80 km väster om huvudstaden Prag. Vilémov ligger 302 meter över havet och antalet invånare är 575.
Terrängen runt Vilémov är platt österut, men västerut är den kuperad.Runt Vilémov är det ganska tätbefolkat, med 54 invånare per kvadratkilometer. Närmaste större samhälle är Kadaň, 9,7 km norr om Vilémov. Trakten runt Vilémov består till största delen av jordbruksmark.